# La Crosa de Sant Dalmai

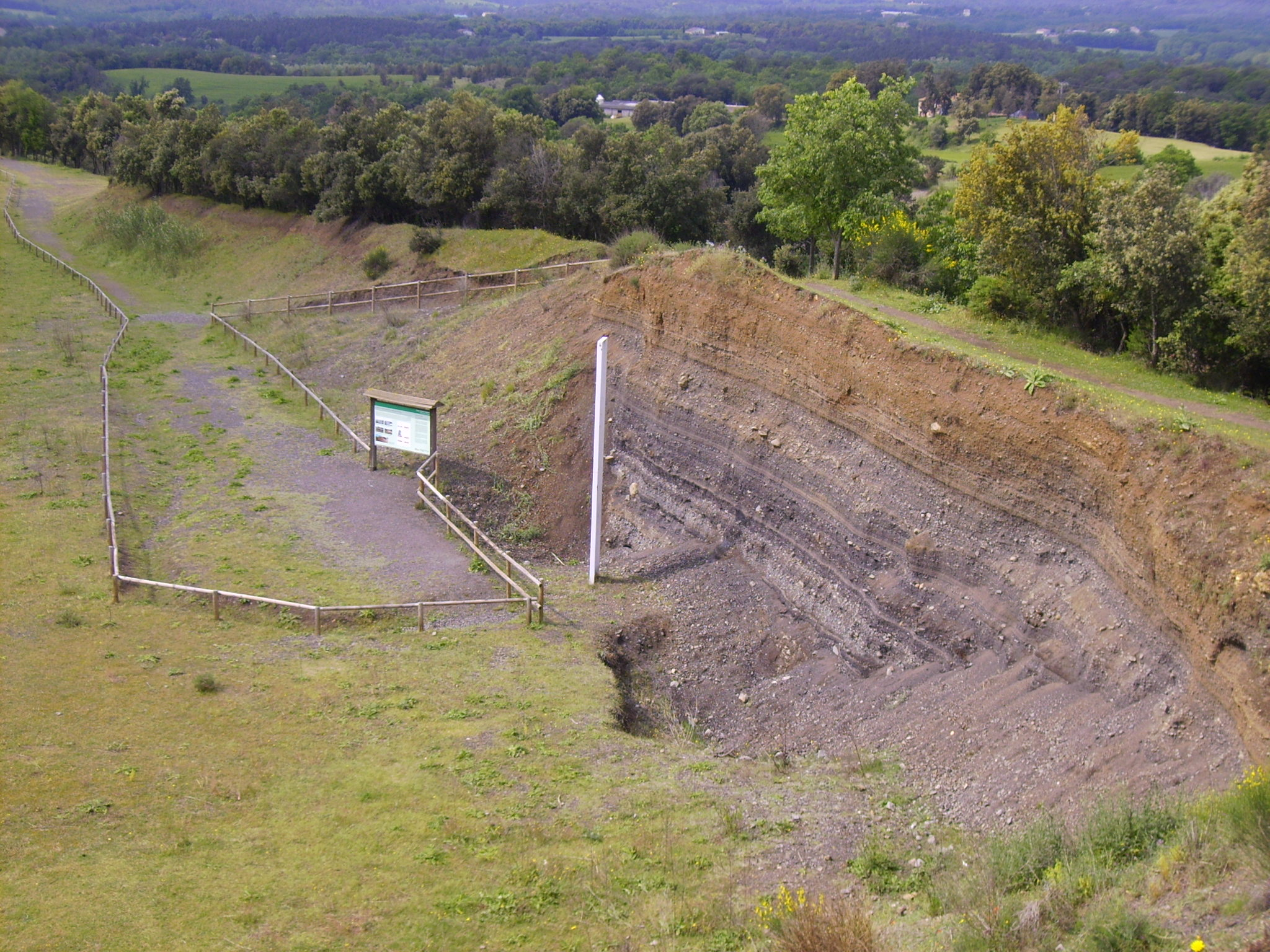
Aparcament de Les Guilloteres i panells informatius.

La Crosa de Sant Dalmai o volcà de la Crosa és una muntanya i volcà de tipus maar freatomagmàtic, que es troba entre els municipis de Vilobí d'Onyar (comarca de la Selva), Aiguaviva i Bescanó (comarca del Gironès). És el volcà amb el cràter més gran de la península Ibèrica i un dels més grans d'Europa, amb un diàmetre de 1.250 metres.
El volcà de 156 msnm és a cavall de dues comarques, el Gironès i la Selva, en els pobles d'Estanyol (Bescanó), Aiguaviva i Sant Dalmai (Vilobí d'Onyar). Encara que no es coneix amb exactitud l'època en què es va formar, pel seu bon estat de conservació es dedueix que es tracta d'un volcà relativament recent, que va entrar en erupció durant el Quaternari, com els de la Garrotxa i de la Vall de Llémena.
Antigament, el fons de la gran depressió volcànica era ocupat per un llac, dessecat definitivament entre el segle xviii i el segle XIX mitjançant la construcció d'una mina. A l'Àrea de les Guilloteres d'Estanyol hi ha una zona d'aparcament i panells informatius per a poder fer tres itineraris senyalitzats amb banderoles. Les gairebé dues-centes hectàrees que ocupa el volcà de la Crosa són un espai PEIN (Pla d'Espais d'Interès Natural) gestionat pel Consorci de la Crosa.
Al costat sud-oest del cràter s'hi troben les restes de la capella de Sant Llop.